# Descanso dominical
Descanso Dominical es el quinto álbum de estudio de la tecno-pop Mecano, publicado el 24 de mayo de 1988 por Sony BMG. El éxito internacional de la banda tras su anterior álbum, Entre el cielo y el suelo (1986). El álbum se extrae de uno de los versos de la canción «El blues del esclavo». Fue el disco español más vendido en 1988.

## Edición española

### Grabación
El disco fue grabado en los estudios Abbey Road y R.G. Jones Studios de Londres y en los Trak, Fairlight y Eurosonic de Madrid. Participaron los ingenieros de sonido Juan Vinader, Luis Fernández Soria, John Courlander, Juan Ignacio Cuadrado y Thomas Dolby, con los ayudantes Luis Villena, Antonio Álvarez, Ventura Rico y Benn. Fue mezclado en R.G. Jones Studios, Fairlight y Eurosonic por Juan Vinader, Luis Fernández Soria, José María Cano y Nacho Cano.
Nacho Cano contó con la colaboración en los arreglos de Anne Dudley (parte de otro grupo electrónico de los 80, Art of Noise) y José María con Manel Santiesteban, bajo la coordinación de Jerry Butler y con los grupos de cuerdas de Gavyn Wright y Anne Dudley, con los solistas Eduardo Sánchez Calzada, Enrique Correa, Anthony Pleeth y Gavyn Wright. El diseño gráfico, como en todos los trabajos del grupo, es obra del Studio Gatti y la fotografía es de Alejandro Cabrera.
En el disco, los Mecano agradecen especialmente a Luis Fernández Soria, Juan Vinader, Manuel Santiesteban y Alberto Estébanez "por sus esfuerzos artísticos y físicos" y citan como colaboradores a Manel Santiesteban, Alberto Estébanez, Eduardo Gracia, Horacio Fumero, Sergio del Castillo, Javier de Juan, Pierre Wyboris, Álex de la Nuez, Laurie Holloway, Manolo Aguilar, Alejandro Monroy, Eddy Guerin, Alberto Tarin, Ignacio Mañó, Rafael Martínez, Tomatito (guitarra flamenca en «Por la cara»), Walter Fraza, Pepe Ébano, Jorge Searle, Antonio Carmona, Luis Camino, Antonio Cortés, Eva Torroja, Víctor Sánchez, José Carlos Parada, Pedro Iturralde, Andrej Olejniczak y Alejo Stivel.

### Promoción
De este trabajo discográfico se extrajeron seis sencillos. El primero fue «No hay marcha en Nueva York», cuyo sonido rememora el swing de los temas orquestales de los años 1950, con el uso del saxofón y la batería tocada con escobillas, junto con armonías vocales. En el lado B figuraba «Laika».
El segundo sencillo en ser promocionado fue «Los amantes», con «Fábula» en la cara B.
Los sencillos tercero y cuarto, promocionados simultáneamente, fueron los de los temas «Mujer contra mujer» y «Un año más». La primera canción es una reflexión sobre el lesbianismo que invita al respeto. El segundo tema nos habla de la celebración de la Nochevieja en la Puerta del Sol madrileña, con un humorístico estribillo en el que se hace referencia a la habitual confusión a la hora de tomar las uvas acompasadamente con las campanadas del reloj, ya que suelen confundirse estas con los cuartos, cuatro tañidos dobles que se tocan previamente. Ambas canciones se comenzaron a promocionar el día 5 de diciembre de 1988 y sus respectivas caras B fueron «Hermano Sol, hermana Luna» y el instrumental «Por la cara».
«Mujer contra mujer» es un tema del que existe una maqueta previa titulada «La bola de pelo», con una letra muy similar. Su versión en francés, bajo el título "Une femme avec une femme", fue número uno en Francia durante 8 semanas consecutivas, como también lo fue, en muchos países de Latinoamérica, hecho especialmente remarcarble en los casos de Chile, Cuba, Ecuador, Puerto Rico y Nicaragua, donde la homosexualidad estaba castigada en ese momento en sus respectivos códigos penales. También en México la canción fue prohibida en un principio, pero el éxito obligó a levantar el veto.
Desde el primer día de su lanzamiento el tema se vio envuelto en la polémica, el videoclip de la canción, realizado en 1989, tuvo problemas de censura: en República Dominicana fue vetado de acuerdo a las leyes del espectáculo, que prohíben los vídeos musicales relacionados con la homosexualidad o la bisexualidad. No obstante, también fue un éxito, reclamado por los televidentes en la mayoría de países de América Latina.
El tema ha servido de inspiración a otros grupos y cantantes, como los alemanes Rammstein, quienes compusieron un tema titulado «Mann gegen Mann» («Hombre contra hombre»), incluido en el álbum Rosenrot, o el italo-venezolano Franco De Vita, quien basó su tema «Rosa y clavel» en el éxito de Mecano.
El quinto sencillo fue el tema «La fuerza del destino», una canción de tema romántico con un ritmo lento compuesta por Nacho Cano y dedicada a su antigua novia, la escritora Coloma Fernández Armero. En el videoclip hizo su primera aparición como actriz Penélope Cruz. El lado B fue «El cine».
Otro sencillo de gran repercusión fue "«Eungenio» Salvador Dalí ", canción que servía de homenaje al artista catalán, meses antes de su fallecimiento.
El sexto sencillo fue «El blues del esclavo». El tema, que en realidad no es ni un blues, pretende ser, en palabras de José María Cano, su autor, "una desfiguración humorística del hecho histórico del final de la esclavitud en EE.UU.: sin ninguna relación con las actuales reivindicaciones raciales de los negros, que respetamos profundamente como admiramos la figura de Martin Luther King". De uno de sus versos se extrajo el título del álbum. Cuando se publicó este sencillo en Francia y en México se hizo con unas versiones reducidas del tema, distintas a la española y también entre ellas. En la cara B iba el tema «Héroes de la Antártida».
Descanso dominical en un principio iba a ser un álbum doble, ya que el grupo tenía suficiente material para ello, pero al final se decidió que fuera un sencillo. Entre los temas descartados se encuentra «Cristóbal Colón», compuesto por Nacho Cano y que solo está disponible como maqueta. Otros temas grabados por el grupo durante las sesiones de estudio para la grabación del álbum en 1988 y que finalmente fueron descartados para su edición son «Lía», en su versión original, «El romance de la niña María Luz» y otros temas como «La Guerra», «El reggae de Peggy», «Corre Sebastián» o «El caballo de Espartero», todos ellos compuestos por José María Cano, entre otros, y a los que finalmente no se dio la producción final. Todos ellos forman parte del material inédito del grupo. 
Los temas «Hermano Sol, hermana Luna» y «Fábula » fueron únicamente incluidos en la edición en CD.
Desde su publicación en mayo de 1988 y hasta la finalización de su promoción, en el verano de 1989, el álbum vendió algo más de un millón de copias solo en España, motivo por el cual el Ministerio de Cultura otorgó a Mecano, de manos de su ministro, Jorge Semprún, un premio, inédito hasta ese momento y que no se ha vuelto a otorgar a ningún otro artista hasta la fecha, valorando de manera especial la aportación del grupo a la música popular española en particular y a la cultura en general. Se calcula que, desde entonces y hasta ahora, el álbum ha despachado ya cerca de 3 millones de copias en todo el mundo.

### Temas
| "Descanso dominical" (edición original: CD-álbum; 14 temas) |                                                         |                 |          |  |
| N.º                                                         | Título                                                  | Escritor(es)    | Duración |  |
| 1.                                                          | «El cine»                                               | Nacho Cano      | 4:03     |  |
| 2.                                                          | «No hay marcha en Nueva York»                           | José María Cano | 4:18     |  |
| 3.                                                          | «Mujer contra mujer»                                    | José María Cano | 4:07     |  |
| 4.                                                          | «Los amantes»                                           | Nacho Cano      | 2:55     |  |
| 5.                                                          | «La fuerza del destino»                                 | Nacho Cano      | 5:12     |  |
| 6.                                                          | «Quédate en Madrid»                                     | José María Cano | 2:20     |  |
| 7.                                                          | «Laika»                                                 | Nacho Cano      | 4:42     |  |
| 8.                                                          | «El blues del esclavo» (versión tango)                  | José María Cano | 4:39     |  |
| 9.                                                          | «"Eungenio" Salvador Dalí»                              | José María Cano | 5:28     |  |
| 10.                                                         | «Por la cara» (instrumental)                            | Nacho Cano      | 3:07     |  |
| 11.                                                         | «Un año más»                                            | Nacho Cano      | 4:33     |  |
| 12.                                                         | «Héroes de la Antártida» (Según relato de Stefan Zweig) | José María Cano | 5:07     |  |
| 13.                                                         | «Hermano Sol, hermana Luna»                             | Nacho Cano      | 3:33     |  |
| 14.                                                         | «Fábula»                                                | José María Cano | 2:04     |  |
| 56:08                                                       |                                                         |                 |          |  |

- "Descanso dominical" (edición CD-álbum 2005/ 15 temas)[2]

| N.º | Título                     | Duración |  |
| 15. | «Une femme avec une femme» | 4:07     |  |

- "Descanso dominical" (edición LP / 11 temas)

| Cara A |                               |                 |          |  |
| N.º    | Título                        | Escritor(es)    | Duración |  |
| 1.     | «El cine»                     | Nacho Cano      | 4:03     |  |
| 2.     | «No hay marcha en Nueva York» | José María Cano | 4:18     |  |
| 3.     | «Mujer contra mujer»          | José María Cano | 4:07     |  |
| 4.     | «Los amantes»                 | Nacho Cano      | 2:55     |  |
| 5.     | «La fuerza del destino»       | Nacho Cano      | 5:12     |  |
| 6.     | «Quédate en Madrid»           | José María Cano | 2:20     |  |

| Cara B |                                                         |                 |          |  |
| N.º    | Título                                                  | Escritor(es)    | Duración |  |
| 7.     | «El blues del esclavo» (versión tango)                  | José María Cano | 4:39     |  |
| 8.     | «"Eungenio" Salvador Dalí»                              | José María Cano | 5:28     |  |
| 9.     | «Por la cara» (instrumental)                            | Nacho Cano      | 3:07     |  |
| 10.    | «Un año más»                                            | Nacho Cano      | 4:33     |  |
| 11.    | «Héroes de la Antártida» (según relato de Stefan Zweig) | José María Cano | 5:07     |  |

- "Descanso dominical" (edición CD-álbum para Alemania y América Latina)[3]

|     |                                        |                 |          |  |  |  |  |  |  |  |
| N.º | Título                                 | Escritor(es)    | Duración |  |  |  |  |  |  |  |
| 1.  | «Hijo de la Luna»                      | José María Cano | 4:20     |  |  |  |  |  |  |  |
| 2.  | «La fuerza del destino»                | Nacho Cano      | 5:12     |  |  |  |  |  |  |  |
| 3.  | «El blues del esclavo» (versión tango) | José María Cano | 4:39     |  |  |  |  |  |  |  |
| 4.  | «Los amantes»                          | Nacho Cano      | 2:55     |  |  |  |  |  |  |  |
| 5.  | «Quédate en Madrid»                    | José María Cano | 2:20     |  |  |  |  |  |  |  |
| 6.  | «Por la cara» (instrumental)           | Nacho Cano      | 3:07     |  |  |  |  |  |  |  |
| 7.  | «No hay marcha en Nueva York»          | José María Cano | 4:18     |  |  |  |  |  |  |  |
| 8.  | «Mujer contra mujer»                   | José María Cano | 4:07     |  |  |  |  |  |  |  |
| 9.  | «El cine»                              | Nacho Cano      | 4:03     |  |  |  |  |  |  |  |
| 10. | «"Eungenio" Salvador Dalí»             | José María Cano | 5:39     |  |  |  |  |  |  |  |
| 11. | «Un año más»                           | Nacho Cano      | 4:33     |  |  |  |  |  |  |  |

- "Descanso dominical" (edición casete álbum / 12 temas)

| Cara A |                               |          |  |
| N.º    | Título                        | Duración |  |
| 1.     | «El cine»                     | 4:03     |  |
| 2.     | «No hay marcha en Nueva York» | 4:18     |  |
| 3.     | «Mujer contra mujer»          | 4:07     |  |
| 4.     | «Los amantes»                 | 2:55     |  |
| 5.     | «La fuerza del destino»       | 5:12     |  |
| 6.     | «Laika»                       | 4:42     |  |

| Cara B |                                        |                 |          |  |
| N.º    | Título                                 | Escritor(es)    | Duración |  |
| 7.     | «El blues del esclavo» (versión tango) | José María Cano | 4:39     |  |
| 8.     | «"Eungenio" Salvador Dalí»             | José María Cano | 5:28     |  |
| 9.     | «Por la cara»                          |                 | 2:23     |  |
| 10.    | «Un año más» (instrumental)            | Nacho Cano      | 3:04     |  |
| 11.    | «Héroes de la Antártida»               | Nacho Cano      | 4:29     |  |
| 12.    | «Quédate en Madrid»                    | José María Cano | 2:20     |  |

### Sencillos y maxisencillos
- No hay marcha en Nueva York / Laika (Sencillo, 20 de junio de 1988).
- No hay marcha en Nueva York / Laika / Por la cara (Maxisencillo, 20 de junio de 1988).
- No hay marcha en Nueva York (Sencillo promocional, 1988). Edición especial del programa radiofónico Los 40 principales con una sola canción.
- Los amantes / Fábula (Sencillo, 28 de agosto de 1988).
- Los amantes (versión maxi) / Héroes de la Antártida (Maxisencillo, 28 de agosto de 1988).
- Mujer contra mujer / Hermano Sol, hermana Luna (Sencillo, 5 de diciembre de 1988). Promocionado simultáneamente con el sencillo Un año más.
- Un año más / Por la cara (Sencillo, 5 de diciembre de 1988). Promocionado simultáneamente con el sencillo Mujer contra mujer
- Un año más (Sencillo promocional, 5 de diciembre de 1988). Edición especial de Los 40 principales con una sola canción.
- «Eungenio» Salvador Dalí / Un año más / Fábula / Hermano Sol, hermana Luna (Mini-CD, 1988). Publicado gratuitamente con motivo del lanzamiento al mercado del Renault Clío.
- La fuerza del destino / El cine (Sencillo, 3 de abril de 1989).
- El blues del esclavo (versión tango) / Héroes de la Antártida (Sencillo, 3 de julio de 1989). Portada del sencillo: Fotografía de Martín Luther King con un efecto de "Dibujado incompleto" en un tono negro oscuro; el resto de la foto en negro claro. Nombre "Mecano" y título de la canción en color blanco.

## Edición para Italia
La que podría ser considerada edición italiana del álbum "Descanso dominical", publicada en 1989 y llamada "Figlio della Luna", incluía solo siete temas de la versión original española, dos de su anterior trabajo "Entre el cielo y el suelo" y un instrumental. Fue el primer álbum que Mecano grabó en un idioma diferente al castellano y el único de su carrera que no incluyó ningún tema en español. Todas las canciones fueron adaptadas al italiano por Marco Luberti. También se grabó «Mi costa tanto scordarti» («Me cuesta tanto olvidarte»), pero quedó descartada del álbum. El álbum no cumplió las expectativas de ventas en Italia.

Todas las canciones escritas y compuestas por Mecano. 
| "Figlio della Luna" (edición CD-álbum) |                                                   |          |  |
| N.º                                    | Título                                            | Duración |  |
| 1.                                     | «Figlio della Luna» (Hijo de la Luna)             | 4:18     |  |
| 2.                                     | «La forza del destino» (La fuerza del destino)    | 5:10     |  |
| 3.                                     | «Croce di lame» (Cruz de navajas)                 | 5:01     |  |
| 4.                                     | «Uno di quegli amanti» (Los amantes)              | 2:52     |  |
| 5.                                     | «Fermati a Madrid» (Quédate en Madrid)            | 2:17     |  |
| 6.                                     | «Vado a Nuova York» (No hay marcha en Nueva York) | 4:15     |  |
| 7.                                     | «Per lei contro di lei» (Mujer contra mujer)      | 4:05     |  |
| 8.                                     | «Il cinema» (El cine)                             | 4:59     |  |
| 9.                                     | «Un anno di più» (Un año más)                     | 4:28     |  |
| 10.                                    | «Por la cara» (Strumentale)                       | 3:05     |  |
| 39:49                                  |                                                   |          |  |

- "Figlio della Luna" (edición LP)[5]

| Cara A |                                                |          |  |
| N.º    | Título                                         | Duración |  |
| 1.     | «Figlio della Luna» (Hijo de la Luna)          | 4:18     |  |
| 2.     | «La forza del destino» (La fuerza del destino) | 5:10     |  |
| 3.     | «Croce di lame» (Cruz de navajas)              | 5:01     |  |
| 4.     | «Uno di quegli amanti» (Los amantes)           | 2:52     |  |
| 5.     | «Fermati a Madrid» (Quédate en Madrid)         | 2:17     |  |

| Cara B |                                                   |          |  |
| N.º    | Título                                            | Duración |  |
| 6.     | «Vado a Nuova York» (No hay marcha en Nueva York) | 4:15     |  |
| 7.     | «Per lei contro di lei» (Mujer contra mujer)      | 4:05     |  |
| 8.     | «Il cinema» (El cine)                             | 3:59     |  |
| 9.     | «Un anno di più» (Un año más)                     | 4:28     |  |
| 10.    | «Por la cara» (Strumentale)                       | 3:05     |  |
| 39:49  |                                                   |          |  |

### Sencillos y maxisencillos
- Figlio della Luna / Un anno di più (Sencillo, 20 de febrero de 1989).
- Figlio della Luna (Maxisencillo, 20 de febrero de 1989). Portada idéntica a la del álbum "Descanso dominical"; pero en diferentes tonos de azules. Incluye una sola canción.
- Croce di lame / Cruz de navajas (Sencillo, 1989). Portada simple, es decir, sin ningún tipo de foto y fondo en color 'crema'. Trae una descripción escrita en italiano de lo que cuenta la canción...

## Edición para Francia
"Descanso dominical" fue publicado también en Francia en 1988, 1989 y 1990, con algunas variantes en cada una de las ediciones en que se publicó, empezando por su duración total, que se redujo a 47:25. Fue el primer disco que Mecano publicó dirigido al mercado francés y aunque únicamente incluyó un tema en este idioma, «Une femme avec une femme», adaptación del «Mujer contra mujer» a cargo de P. Grosz, tuvo mejores resultados que «Figlio della luna», en Italia.
La primera edición de Descanso dominical para Francia fue publicada el mismo año que la española, en 1988. La tercera edición incluía ya la versión cantada en francés de «Mujer contra mujer», grabada en 1990. Con este tema, Mecano logró mantenerse ocho semanas en el primer lugar de ventas en el ranking francés y el tema se mantuvo durante un total de 83 semanas entre los primeros 50.
| "Descanso dominical" (1.ª edición / Casete / 10 temas en español) |                                                             |                 |          |  |
| N.º                                                               | Título                                                      | Escritor(es)    | Duración |  |
| 1.                                                                | «Hijo de la Luna»                                           | José María Cano | 4:21     |  |
| 2.                                                                | «La fuerza del destino»                                     | Nacho Cano      | 5:17     |  |
| 3.                                                                | «Cruz de navajas» (incluida únicamente en la 1era. Edición) | José María Cano | 5:02     |  |
| 4.                                                                | «Los amantes»                                               | Nacho Cano      | 2:52     |  |
| 5.                                                                | «Quédate en Madrid»                                         | José María Cano | 2:18     |  |
| 6.                                                                | «No hay marcha en Nueva York»                               | José María Cano | 4:00     |  |
| 7.                                                                | «Mujer contra mujer»                                        | José María Cano | 4:05     |  |
| 8.                                                                | «El cine»                                                   | Nacho Cano      | 4:15     |  |
| 9.                                                                | «Un año más»                                                | Nacho Cano      | 4:29     |  |
| 10.                                                               | «Por la cara» (instrumental)                                | Nacho Cano      | 3:04     |  |
| 39:59                                                             |                                                             |                 |          |  |

- "Descanso dominical" (2ª edición / LP, casete y CD-álbum / 11 temas en español)

| Cara A |                                                                              |                 |          |  |
| N.º    | Título                                                                       | Escritor(es)    | Duración |  |
| 1.     | «Hijo de la Luna»                                                            | José María Cano | 4:22     |  |
| 2.     | «La fuerza del destino»                                                      | Nacho Cano      | 5:11     |  |
| 3.     | «El blues del esclavo [versión tango]» (no fue incluida en la 1era. Edición) | José María Cano | 4:40     |  |
| 4.     | «Los amantes»                                                                | Nacho Cano      | 2:54     |  |
| 5.     | «Quédate en Madrid»                                                          | José María Cano | 2:19     |  |

| Cara B |                                                                  |                 |          |  |
| N.º    | Título                                                           | Escritor(es)    | Duración |  |
| 6.     | «Por la cara» (instrumental)                                     | Nacho Cano      | 3:09     |  |
| 7.     | «No hay marcha en Nueva York»                                    | José María Cano | 4:17     |  |
| 8.     | «Mujer contra mujer»                                             | José María Cano | 4:08     |  |
| 9.     | «El cine»                                                        | Nacho Cano      | 4:03     |  |
| 10.    | «"Eungenio" Salvador Dalí» (no fue incluida en la 1era. Edición) | José María Cano | 5:26     |  |
| 11.    | «Un año más»                                                     | Nacho Cano      | 4:31     |  |
| 45:00  |                                                                  |                 |          |  |

- "Descanso dominical" (3ª edición / CD-álbum / incluye 1 tema en francés)[7]

|     |                                                 |                 |          |  |  |  |  |  |  |  |
| N.º | Título                                          | Escritor(es)    | Duración |  |  |  |  |  |  |  |
| 1.  | «Hijo de la Luna»                               | José María Cano | 4:21     |  |  |  |  |  |  |  |
| 2.  | «La fuerza del destino»                         | Nacho Cano      | 5:12     |  |  |  |  |  |  |  |
| 3.  | «El blues del esclavo» (Versión tango)          | José María Cano | 4:38     |  |  |  |  |  |  |  |
| 4.  | «Los amantes»                                   | Nacho Cano      | 2:55     |  |  |  |  |  |  |  |
| 5.  | «Mujer contra mujer»                            | José María Cano | 4:07     |  |  |  |  |  |  |  |
| 6.  | «Por la cara» (instrumental)                    | Nacho Cano      | 3:07     |  |  |  |  |  |  |  |
| 7.  | «Une femme avec une femme» (Mujer contra mujer) | José María Cano | 4:09     |  |  |  |  |  |  |  |
| 8.  | «No hay marcha en Nueva York»                   | José María Cano | 4:18     |  |  |  |  |  |  |  |
| 9.  | «El cine»                                       | Nacho Cano      | 4:03     |  |  |  |  |  |  |  |
| 10. | «"Eungenio" Salvador Dalí»                      | José María Cano | 5:25     |  |  |  |  |  |  |  |
| 11. | «Un año más»                                    | Nacho Cano      | 4:32     |  |  |  |  |  |  |  |
| 12. | «Quédate en Madrid»                             | José María Cano | 2:18     |  |  |  |  |  |  |  |

### Sencillos y maxisencillos
- No hay marcha en Nueva York / Por la cara (Sencillo, 1988)
- El blues del esclavo (versión edit, 3:40) / Los amantes (Sencillo, 1989). La portada es diferente a la edición española de este mismo sencillo. En la carátula aparecen los tres integrantes de Mecano, mientras que en España apareció un dibujo de la cara de Martin Luther King.
- El blues del esclavo / "Eungenio" Salvador Dalí / Los amantes (Maxisencillo, 1989).
- Une femme avec une femme / Mujer contra mujer (Sencillo, mayo/1990).
- Une femme avec une femme / Mujer contra mujer (CD sencillo, mayo/1990).